# Russel James Peck
Russel James Peck (Detroit (Michigan), 25 januari 1945 - Greensboro (North Carolina), 1 maart 2009) was een Amerikaans componist en muziekpedagoog.

## Levensloop
Peck studeerde aan de Universiteit van Michigan in Ann Arbor, waar hij zijn Bachelor of Music en zijn Master of Music behaalde en aan de Eastman School of Music in Rochester (New York), waar hij promoveerde tot Ph.D. (Philosophiæ Doctor) behaalde. Een van de belangrijkste leraren was voor hem zijn eerste compositie docent Clark Eastham, die hem introduceerde in de heerlijkheid van het symfonieorkest en de geheimen van de compositie. Verdere docenten waren Leslie Bassett, Ross Lee Finney, Gunther Schuller en George Rochberg.
Hij werkte als huiscomponist in Indianapolis en leerde aldaar ook zijn latere vrouw Cameron Gordon Peck kennen, toen een muziekstudente van de Butler Universiteit te Indianapolis. In 1977 vertrokken zij naar Greensboro (North Carolina). Hij werd docent aan de University of North Carolina - School of the Arts in Winston-Salem en bleef in deze functie tot aan zijn dood.
Als componist schreef hij werken voor orkest, harmonieorkest en kamermuziek. Heel interessant zijn de demonstratie werken van Peck voor spreker en orkest. Zijn Peace Overture, die werd geïnspireerd door het levensverhaal van de Egyptische president Anwar Sadat, werd in de Volksrepubliek China door het Shanghai Symphony Orchestra uitgevoerd en natuurlijk in Egypte door het Caïro Symphony Orchestra.

## Composities

### Werken voor orkest
- 1983 Signs of Life I, voor strijkorkest
  1. Arioso
  2. Scherzo
- 1986 Signs of Life II, voor strijkorkest
  1. Allegro
- 1988 Peace Overture, voor orkest (geïnspireerd door het leven van Mohammed Anwar al-Sadat
- 1995 Don't Tread On Me, voor strijkorkest
- 1995 Freedom Fanfare, voor orkest
- 1995 Revolutionary Action, voor orkest
- 1997 Gabriel concert-ouverture
- 1997 Ultra Americana, twee stukken voor orkest
  1. Out of the Blue
  2. Flying on Instruments
- 1997 Mozart Escapes, voor orkest
  1. Allegro maestoso (Revolutionary Brass)
  2. Andante cantabile (Amadeus meets Stradivarius)
  3. Allegretto scherzando (Woodwinds a la Wolfgang)
  4. Allegro vivace (Mallets and Mozart)

#### Concerten voor instrumenten en orkest
- 1985 The Upward Stream, concert voor tenorsaxofoon en orkest
  1. Adagietto espressivo
  2. Allegro
  3. Allegro molto
- 1988 The Glory and the Grandeur, concert voor slagwerk-trio en orkest
- 1999 Voice of the Wood, concert voor cellokwartet en orkest
  1. Prelude
  2. Fantasia
- 2000 Harmonic Rhythm, concert voor pauken en orkest

### Werken voor harmonieorkest
- 1973 American epic
- 1976 Cave - Cave of the Winds, voor harmonieorkest[1]
- 1976 Funky Boogie
- 2006 The Glory and the Grandeur, concert voor slagwerk-trio en harmonieorkest[2][3]

### Kamermuziek
- Big-Shot Brass, voor koperkwintet
- Don't Tread on Me or on My String Quartet, voor strijkkwartet
- Drastic Measures, voor saxofoonkwartet
- Five-Ring Circus, voor blaaskwintet[4]
- Harmonic Rhythm, concert voor pauken en piano
- Minor Monsterpiece, voor koperkwintet
- The Upward Stream, concert voor tenorsaxofoon en piano
- The Glory and the Grandeur, concert voor slagwerk-trio en piano
- Voice of the Wood, concert voor cellokwartet en piano

### Werken voor orgel
- In the Garden, voor orgel en drumset

### Werken voor piano
- The Cats Meow, voor piano vierhandig

### Werken voor slagwerk
- Lift-Off!, voor slagwerk-trio

### Pedagogische werken
- 1973/1995 Where's Red Robin, natuur verhaal stuk voor spreker en orkest
- 1976/1997 Jack and Jill at Bunker Hill, Amerikaans verhaal stuk voor spreker en orkest
- 1985 The Thrill of the orchestra - (De magie van het orkest), instrumenten demonstratie werk voor spreker en orkest
- 1991 Playing With Style, demonstratie stuk voor spreker en orkest